# Birutė (moglie di Kęstutis)
Birutė (pressi di Palanga, ... – 1382) fu la seconda moglie di Kęstutis, granduca di Lituania e madre di Vitoldo il Grande. Si sa molto poco sulla sua vita, ma dopo la sua morte si sviluppò un forte culto tra i lituani, specialmente in Samogizia.

## Biografia

### Matrimonio
Nata probabilmente nei pressi di Palanga da una famiglia abbiente della Samogizia o della Curlandia, la storia del suo matrimonio con Kęstutis è finita per diventare una leggenda in chiave romantica in Lituania. Stando alle cronache, Birutė era una sacerdotessa (in lituano vaidilutė) e pregava le divinità tradizionali lituane sorvegliando il fuoco sacro (una sorta di figura omologa a quella delle vestali nella religione romana). Quando Kęstutis udì della sua bellezza, si recò in visita nella contea di Klaipėda al fine di chiederle di sposarlo. La giovane rifiutò le avances, poiché aveva fatto voto agli dei di castità fino alla sua morte. Kęstutis la portò a quel punto con sé ricorrendo alla forza a Trakai (secondo il racconto elaborato nell'Ottocento, ricorse a degli stratagemmi) e organizzò un sontuoso matrimonio; la donna diede alla luce tre figli e tre figlie. Vitoldo, il loro primo figlio, nacque intorno al 1350. Tale informazione permette di immaginare che il matrimonio ebbe luogo nel 1349 o poco prima.
Lo storico Stephen C. Rowell suggerisce che un matrimonio con una duchessa pagana piuttosto che con una duchessa ortodossa proveniente da terre slave del Granducato contribuì a ottenere il sostegno del popolo lituano dopo che Kęstutis e suo fratello Algirdas deposero Jaunutis nel 1345.

### Morte

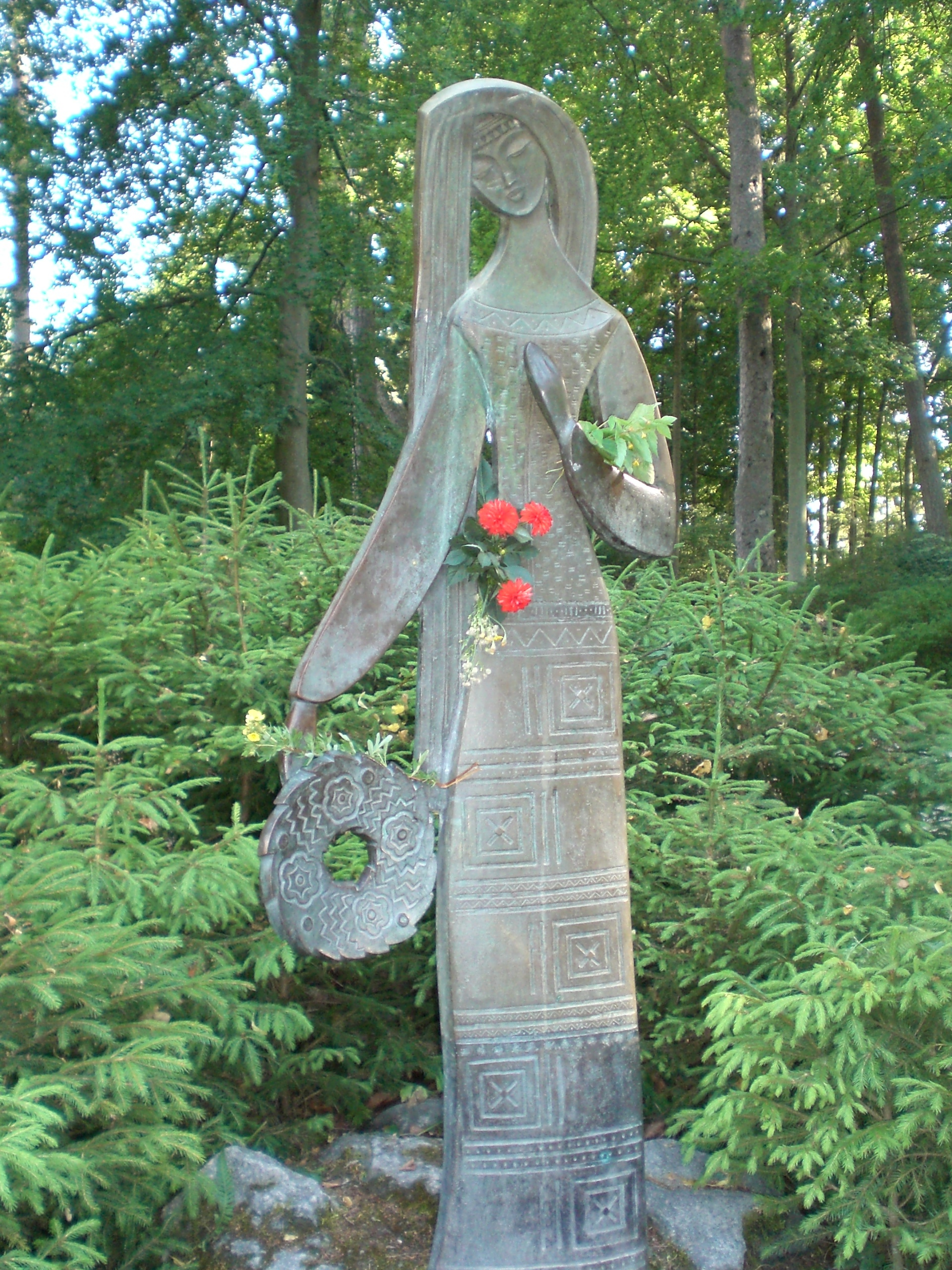
Scultura in bronzo dedicata a Birutė nei pressi del suo presunto luogo di sepoltura

Le circostanze che ineriscono alla morte di Birutė non sono del tutto chiare. Tra il 1381 e il 1382 suo marito Kęstutis dichiarò guerra al nipote Jogaila, appena divenuto granduca di Lituania in base a quanto voluto da suo padre Algirdas. Appena nominato, il giovane sovrano firmò un trattato con i cavalieri teutonici ai danni di Kęstutis, il quale ingaggiò battaglia ma ne uscì sconfitto, finendo per essere arrestato e trasportato al castello di Krėva. Una settimana più tardi, Kęstutis morì e alcune fonti lasciano intendere che fosse stato assassinato. Nonostante le circostanze non siano chiare, una cronaca scritta dai cavalieri teutonici riferisce di sfuggita che Birutė fu, per motivi di sicurezza, trasferita a Brėst, oggi Bielorussia, dove annegò nell'autunno del 1382 (probabilmente appena saputo della fuga di Vitoldo da Krėva). Tuttavia, non ci sono altri scritti che confermano o smentiscono questa affermazione.
Trentacinque anni dopo, una delegazione samogitica al Concilio di Costanza negò il suo omicidio, mentre un'altra leggenda affermava che Birutė fosse tornata al santuario dove aveva servito in precedenza a Palanga: lì sarebbe rimasta a onorare gli dei fino alla sua morte, avvenuta intorno al 1389. Sempre secondo la stessa versione, la donna fu sepolta a Palanga ai piedi della collina chiamata in suo onore.

## Culto

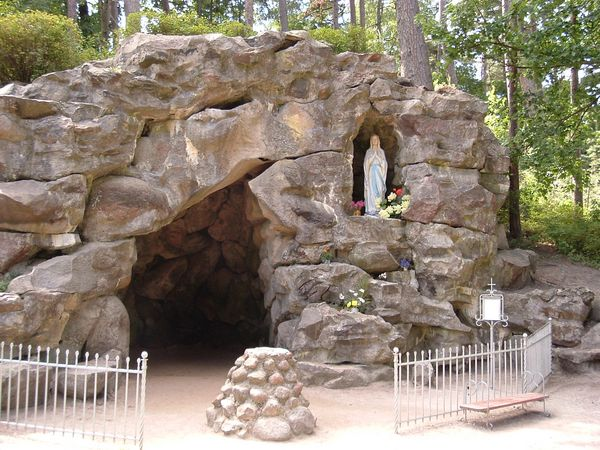
Una grotta ai piedi della collina di Birutė, progettata da Édouard André

Si sviluppò presto una certa fama intorno alla figura di Birutė, tanto da essere venerata come donna pia, alla stregua della concezione cristiana di una santa, per molto tempo dopo la sua morte. Nel 1989 gli archeologi hanno rinvenuto tracce di un santuario e di un osservatorio pagano, esistito sulla cima della collina di Birutė alla fine del XIV o all'inizio del XV secolo: probabilmente la costruzione fu realizzata in onore di Birutė. Esistono molti resoconti di persone che si affidavano Birutė, chiedendole di donare loro buona salute o fortuna. Per scoraggiare le persone dall'adorare le divinità pagane e la tomba della sacerdotessa, si decise di erigere una cappella dedicata a San Giorgio sulla cima della collina nel 1506. Nel 1869 la cappella fu ricostruita ed è tuttora visitabile, tanto da essere diventata una popolare metà turistica.
La collina di Birutė è l'altura più elevata della località balneare di Palanga, sulle coste del Mar Baltico, e ora fa parte del Giardino botanico cittadino. Le ricerche archeologiche evidenziano nel X secolo la presenza di un villaggio ai piedi della collina. Nel XIII secolo, quando i cavalieri teutonici e l'ordine di Livonia si insediarono nei pressi della città, gli abitanti del villaggio misero in piedi una piccola fortificazione difensiva e una torre. Dopo una prima sconfitta, il sistema venne rimesso in sesto e rafforzato: si procedette dunque alla costruzione di una seconda torre e di mura che circondassero la cima della piccola altura. Tuttavia, quando queste bruciarono nella seconda metà del XIV secolo, furono rimpiazzate da un santuario pagano e da un osservatorio.

## Eponimo
- 212977 Birutė